# Tiro ai Giochi della XXXIII Olimpiade - Trap femminile
La gara di trap femminile ai Giochi della XXXIII Olimpiade di Parigi si è svolta dal 30 al 31 luglio 2024 presso il Centro nazionale di tiro sportivo di Châteauroux. Hanno preso parte alla competizione 30 tiratrici in rappresentanza di 20 nazioni.
La tiratrice guatemalteca Adriana Ruano si è aggiudicata la medaglia d'oro, mentre la medaglia d'argento e di bronzo sono state assegnate rispettivamente all'italiana Silvana Stanco e all'australiana Penny Smith.

## Record
Prima della competizione, il record del mondo e il record olimpico nella specialità trap femminile erano i seguenti:
| Record qualificazioni | Record qualificazioni | Record qualificazioni               | Record qualificazioni             |
| --------------------- | --------------------- | ----------------------------------- | --------------------------------- |
| Record mondiale       | 125                   | Zuzana Rehák-Štefečeková Slovacchia | 29 luglio 2021 Tokyo, Giappone    |
| Record olimpico       | 125                   | Zuzana Rehák-Štefečeková Slovacchia | 29 luglio 2021 Tokyo, Giappone    |
| Record finali         |                       |                                     |                                   |
| Record mondiale       | 48                    | Ashley Carroll Stati Uniti          | 5 marzo 2018 Guadalajara, Messico |
| Record olimpico       | 43                    | Zuzana Rehák-Štefečeková Slovacchia | 29 luglio 2021 Tokyo, Giappone    |

## Programma
| Data           | Ora (UTC+2) | Evento         |
| -------------- | ----------- | -------------- |
| 30 luglio 2024 | 09:00       | Qualificazioni |
| 31 luglio 2024 | 09:00       | Qualificazioni |
| 31 luglio 2024 | 15:30       | Finale         |
| Fonte:         |             |                |

## Risultati

### Qualificazioni
| Pos.   | Atleta                      | Nazione       | 1  | 2  | 3  | 4  | 5  | Tot.    | Note |
| ------ | --------------------------- | ------------- | -- | -- | -- | -- | -- | ------- | ---- |
| 1      | Mar Molné Magriña           | Spagna        | 25 | 25 | 25 | 24 | 24 | 123     | Q    |
| 2      | Fátima Gálvez               | Spagna        | 24 | 25 | 25 | 25 | 23 | 122+9   | Q    |
| 3      | Adriana Ruano               | Guatemala     | 25 | 24 | 24 | 24 | 25 | 122+8   | Q    |
| 4      | Silvana Stanco              | Italia        | 25 | 25 | 23 | 24 | 25 | 122+0+1 | Q    |
| 5      | Wu Cuicui                   | Cina          | 24 | 23 | 25 | 25 | 25 | 122+0+0 | Q    |
| 6      | Penny Smith                 | Australia     | 23 | 25 | 25 | 23 | 25 | 121+2   | Q    |
| 7      | Zhang Xinqiu                | Cina          | 24 | 25 | 23 | 25 | 24 | 121+1   |      |
| 8      | Maria Ines Coelho De Barros | Portogallo    | 24 | 24 | 24 | 24 | 25 | 121+0   |      |
| 9      | Jessica Rossi               | Italia        | 24 | 25 | 23 | 23 | 25 | 120     |      |
| 10     | Mariya Dmitriyenko          | Kazakistan    | 24 | 24 | 25 | 22 | 25 | 120     |      |
| 11     | Kathrin Murche              | Germania      | 22 | 25 | 23 | 25 | 24 | 119     |      |
| 12     | Zuzana Rehák-Štefečeková    | Slovacchia    | 23 | 24 | 21 | 24 | 25 | 117     |      |
| 13     | Rümeysa Pelin Kaya          | Turchia       | 22 | 25 | 22 | 23 | 25 | 117     |      |
| 14     | Lucy Hall                   | Gran Bretagna | 25 | 21 | 24 | 23 | 24 | 117     |      |
| 15     | Alessandra Perilli          | San Marino    | 23 | 23 | 23 | 23 | 24 | 116     |      |
| 16     | Ryann Paige Phillips        | Stati Uniti   | 24 | 24 | 23 | 21 | 24 | 116     |      |
| 17     | Catherine Skinner           | Australia     | 22 | 23 | 24 | 24 | 23 | 116     |      |
| 18     | Rachel Tozier               | Stati Uniti   | 22 | 24 | 25 | 22 | 23 | 115     |      |
| 19     | Ana Waleska Soto Abril      | Guatemala     | 21 | 24 | 23 | 25 | 22 | 115     |      |
| 20     | Kang Gee-eun                | Corea del Sud | 22 | 21 | 24 | 23 | 24 | 114     |      |
| 21     | Ray Bassil                  | Libano        | 23 | 25 | 23 | 23 | 20 | 114     |      |
| 22     | Rajeshwari Kumari           | India         | 22 | 21 | 25 | 22 | 23 | 113     |      |
| 23     | Shreyasi Singh              | India         | 22 | 22 | 24 | 22 | 23 | 113     |      |
| 24     | Lee Bo-na                   | Corea del Sud | 23 | 23 | 23 | 24 | 20 | 113     |      |
| 25     | Liu Wan-yu                  | Taipei cinese | 21 | 25 | 25 | 21 | 20 | 112     |      |
| 26     | Lin Yi-chun                 | Taipei cinese | 25 | 21 | 19 | 21 | 24 | 110     |      |
| 27     | Maggy Ashmawy               | Egitto        | 23 | 21 | 22 | 21 | 23 | 110     |      |
| 28     | Carole Cormenier            | Francia       | 19 | 24 | 24 | 21 | 22 | 110     |      |
| 29     | Melanie Couzy               | Francia       | 19 | 23 | 22 | 22 | 23 | 109     |      |
| 30     | Noora Antikainen            | Finlandia     | 17 | 23 | 22 | 22 | 23 | 107     |      |
| Fonte: |                             |               |    |    |    |    |    |         |      |

### Finale
| Pos.    | Atleta            | Nazione   | 1  | 2    | 3    | 4    | 5    | 6  | Note            |
| ------- | ----------------- | --------- | -- | ---- | ---- | ---- | ---- | -- | --------------- |
| Oro     | Adriana Ruano     | Guatemala | 23 | 28   | 32   | 37   | 42   | 45 | Record olimpico |
| Argento | Silvana Stanco    | Italia    | 20 | 25   | 29   | 33   | 37   | 40 |                 |
| Bronzo  | Penny Smith       | Australia | 20 | 25   | 29   | 32   | N.D. |    |                 |
| 4       | Mar Molné Magriña | Spagna    | 21 | 23   | 27   | N.D. | N.D. |    |                 |
| 5       | Fátima Gálvez     | Spagna    | 18 | 23   | N.D. | N.D. | N.D. |    |                 |
| 6       | Wu Cuicui         | Cina      | 17 | N.D. | N.D. | N.D. | N.D. |    |                 |
| Fonte:  |                   |           |    |      |      |      |      |    |                 |